# Tevau
El Tevau, és una peça numismàtica, procedent de les Illes Salomó, conservada amb el número d'inventari 2002/10/1 al Museu Arqueològic Nacional d'Espanya a Madrid i exposada en la secció «La moneda, algo más que dinero».

## Història
El tevau nomenat també «diners ploma», procedeix de la província de Santa Cruz, un grup d'illes que formen part de l'arxipèlag Illes de Salomó, al sud-est de Papua Nova Guinea, a on ha estat utilitzat com a diners o bescanvi des del 1800 i encara que després de la Segona Guerra Mundial ja van arribar a la zona els bitllets i monedes australianes, fins als anys 1950, es va continuar utilitzant el tevau de forma tradicional especialment per a pagaments de dot als matrimonis i costums tradicionals. El govern el va declarar el 1975 patrimoni cultural i va prohibir la seva exportació.

## Descripció
És una cinta de fibra vegetal d'uns 7 cm d'amplada i prop de 10 metres de longitud, es troba cargolada en forma de roda sobre dos anells d'escorça d'arbre teixida per un costat amb fileres de minúscules plomes de color vermell d'un ocell (Myzolena cardinalis) del que usen només les plomes del pit, el cap i el llom. La seva fabricació és molt treballosa i lenta, calculant-se que tres persones triguen un any a realitzar una roda on es necessiten més de 300 ocells per aconseguir el nombre de plomes necessàries.